# 1. deild Wysp Owczych (1994)
W roku 1994 odbyła się 52. edycja 1.deild (dziś, od 2005 roku zwanej Formuladeildin), czyli pierwszej ligi piłki nożnej archipelagu Wysp Owczych. GÍ Gøta poprzednio świętował tytuł mistrzowski, który w tym roku udało mu się obronić.
Podobnie, jak współcześnie, w roku 1994 w rozgrywkach pierwszoligowych na Wyspach Owczych brało udział dziesięć zespołów z całego archipelagu. Wcześniej jednak liczba klubów ulegała częstym zmianom, głównie ze względu na to, jaka ich liczba w danym momencie znajdowała się na Wyspach Owczych. Sytuacja, która ma miejsce dziś, zaczęła się od rozgrywek w roku 1988, kiedy to ich liczbę zmieniono z wcześniejszych ośmiu. Możliwość degradacji do niżej ligi pojawiła się w roku 1976. W 1994 na końcu tabeli znalazły się; ÍF Fuglafjørður (dziewiąte miejsce) i EB/Streymur (dziesiąte).
Rozgrywki tego sezonu nie niosły za sobą wielu zaskoczeń. Znaczna większość klubów, szczególnie z górnej części tabeli, utrzymała podobne miejsca, do poprzedniego sezonu, zamieniając się ewentualnie o jedno. B36 Tórshavn z piątego znalazł się na siódmym, a NSÍ Runavík, który awansował z drugiej ligi wysunął się na szóstą pozycję, pozostając jedynie dwa punkty za następnym klubem. Drugi z nowopromowanych klubów, ÍF Fuglafjørður spadł z powrotem do niższego poziomu rozgrywek.
Królem strzelców został wtedy John Petersen, zawodnik zwycięskiego GÍ Gøta, który zdobył 21 bramek, pobijając wtedy rekord swego kraju w tej kategorii, jako pierwszy w historii zdobył powyżej dwudziestu bramek w rozgrywkach ligowych.
W przeciwieństwie do sytuacji obecnej, w 1994 za zwycięstwo przyznawano wtedy dwa, zamiast trzech punktów. W przeciągu całych rozgrywek strzelono 315 goli, co dało 3,5 bramki/mecz.
Drużyny, które odnotowały najwięcej sukcesów dostały awans do rozgrywek na arenie międzynarodowej. Pierwszy klub, GÍ Gøta uzyskał możliwość gry w Pucharze UEFA 1995/96, gdzie w pierwszej rundzie eliminacyjnej odpadł po dwóch meczach ze szkockim Raith Rovers F.C. Pierwszy mecz, na wyjeździe, przegrany został przez Farerczyków 0:4, drugi jednak zremisowali u siebie 2:2. Bramki dla gospodarzy strzelali wtedy ponownie bracia Jarnskorowie – Henning (65. minuta) i Magni (85. minuta).

Drugi zespół, HB Tórshavn, dostał możliwość gry w Pucharze Intertoto UEFA 1995, gdzie znalazł się na przedostatnim miejscu w tabeli, przed rumuńskim Universitatea Kluż-Napoka, z którym, zremisował 0:0, zaś drugi remis został odnotowany na koncie zespołu w spotkaniu przeciwko niemieckiemu Germinal Ekeren (1:1).

Ostatnim farerskim klubem, który brał udział w międzynarodowych rozgrywkach był, zdobywca Pucharu Wysp Owczych 1994, KÍ Klaksvík, który rozegrał dwa mecze przeciw izraelskiemu Maccabi Hajfa, w Pucharze Zdobywców Pucharów 1995/96, z których pierwszy, wyjazdowy, przegrał 0:4, a drugi wygrał 3:2, co jednak nie zapewniło mu awansu. Wszystkie trzy bramki zdobył Olgar Danielsen.

## Uczestnicy
| Uczestnicy 1. deild 1993                                                                                      | Uczestnicy 1. deild 1993 | Uczestnicy 1. deild 1993 | Uczestnicy 1. deild 1993 |
| --- | ------------------------ | ------------------------ | ------------------------ |
| GÍ | GÍ Gøta                  | 1                        |                          |
| HB | HB Tórshavn              | 2                        |                          |
| KÍ | KÍ Klaksvík              | 3                        |                          |
| B71 | B71 Sandoy               | 4                        |                          |
| B36 | B36 Tórshavn             | 5                        |                          |
| B68 | B68 Toftir               | 6                        |                          |
| TB | TB Tvøroyri              | 7                        |                          |
| ÍF | ÍF Fuglafjørður          | 8                        |                          |
| Awans z 2. deild 1993                                                                                         |                          |                          |                          |
| NSÍ | NSÍ Runavík              | 1                        |                          |
| EBS | EB/Streymur              | 2                        |                          |
| Oznaczenia: - kolumna pierwsza – skróty nazw drużyn, - kolumna trzecia – miejsce zajęte w poprzednim sezonie. |                          |                          |                          |

## Rozgrywki

### Tabela ligowa
| Lp. | Drużyna             | M  | Z  | R | P  | Bramki | Bramki | Różn. | Pkt | Uwagi                                   |
| --- | ------------------- | -- | -- | - | -- | ------ | ------ | ----- | --- | --------------------------------------- |
| 1   | GÍ Gøta (M)         | 18 | 14 | 2 | 2  | 59     | 16     | +43   | 30  | Puchar UEFA • Runda kwalifikacyjna      |
| 2   | HB Tórshavn         | 18 | 14 | 2 | 2  | 47     | 14     | +33   | 30  | Puchar Intertoto • Faza grupowa         |
| 3   | B71 Sandoy          | 18 | 10 | 4 | 4  | 31     | 12     | +19   | 24  |                                         |
| 4   | KÍ Klaksvík         | 18 | 8  | 4 | 6  | 40     | 26     | +14   | 20  | Puchar Zdobywców Pucharów • 1/32 finału |
| 5   | B68 Toftir          | 18 | 5  | 7 | 6  | 22     | 30     | −8    | 17  |                                         |
| 6   | NSÍ Runavík         | 18 | 6  | 3 | 9  | 28     | 29     | −1    | 15  |                                         |
| 7   | B36 Tórshavn        | 18 | 5  | 5 | 8  | 24     | 34     | −10   | 15  |                                         |
| 8   | TB Tvøroyri         | 18 | 6  | 2 | 10 | 32     | 49     | −17   | 14  |                                         |
| 9   | ÍF Fuglafjørður (S) | 18 | 4  | 2 | 12 | 17     | 44     | −27   | 10  | Spadek do 2. deild                      |
| 10  | EB/Streymur (S)     | 18 | 1  | 3 | 14 | 15     | 61     | −46   | 5   | Spadek do 2. deild                      |

### Wyniki spotkań
| Gospodarz \ Gość | B36 | B68 | B71 | EBS | GÍ  | HB  | ÍF  | KÍ  | NSÍ | TB  |
| B36 Tórshavn     |     | 2:3 | 0:2 | 3:1 | 2:5 | 1:3 | 3:1 | 0:4 | 2:0 | 6:0 |
| B68 Toftir       | 0:0 |     | 0:0 | 4:1 | 0:7 | 2:2 | 1:0 | 3:0 | 3:2 | 1:1 |
| B71 Sandoy       | 0:0 | 2:0 |     | 5:1 | 1:2 | 1:2 | 3:0 | 2:0 | 1:0 | 4:1 |
| EB/Streymur      | 1:1 | 0:0 | 0:3 |     | 0:1 | 0:3 | 0:0 | 2:2 | 2:1 | 0:5 |
| GÍ Gøta          | 2:0 | 1:1 | 1:1 | 9:0 |     | 4:1 | 8:0 | 0:2 | 2:1 | 4:1 |
| HB Tórshavn      | 5:0 | 0:0 | 1:0 | 4:0 | 1:0 |     | 1:0 | 2:1 | 3:0 | 7:0 |
| ÍF Fuglafjørður  | 2:2 | 1:0 | 1:1 | 4:2 | 0:2 | 1:7 |     | 1:2 | 3:1 | 1:2 |
| KÍ Klaksvík      | 1:1 | 6:3 | 0:2 | 8:2 | 1:1 | 0:2 | 2:0 |     | 2:2 | 2:1 |
| NSÍ Runavík      | 3:0 | 0:0 | 0:1 | 4:2 | 0:1 | 4:1 | 3:1 | 2:1 |     | 2:2 |
| TB Tvøroyri      | 1:2 | 1:0 | 3:2 | 1:4 | 3:5 | 0:2 | 5:1 | 0:6 | 2:3 |     |

Aktualne na 17 września 2012. Źródło: FaroeSoccer.com
Objaśnienia:
1Drużyna gospodarzy jest wymieniona po lewej stronie tabeli.
Kolory: zielony – zwycięstwo gospodarzy, żółty – remis, różowy – zwycięstwo gości.

## Sędziowie
Następujący arbitrzy sędziowali poszczególne mecze 1. deild 1994:
| Lp. | Sędzia                | Mecze |
| --- | --------------------- | ----- |
| 1.  | Oddmar Andreasen      | 1     |
| 2.  | Baldvin Baldvinsson   | 8     |
| 3.  | Jóhan Carl Dam        | 9     |
| 4.  | Nemus N. Djurhuus     | 10    |
| 4.  | Kim Ejdesgaard        | 8     |
| 5.  | Sunleiv Højgaard      | 2     |
| 6.  | Lassin Isaksen        | 9     |
| 7.  | Jógvan Jensen         | 3     |
| 8.  | Sune Johansen         | 6     |
| 9.  | Petur Erhard Kjærbo   | 5     |
| 10. | Niklas á Líðarenda    | 13    |
| 11. | Johan Petur Michelsen | 1     |
| 12. | Herman Midjord        | 1     |
| 13. | Jógvan Olsen          | 1     |
| 14. | Jónfinn Olsen         | 6     |
| 15. | Birgir Sondum         | 7     |

## Najlepsi strzelcy
| Bramki | Strzelcy         | Drużyna       |
| ------ | ---------------- | ------------- |
| 21     | John Petersen    | GÍ Gøta       |
| 14     | Gunnar Mohr      | HB Tórshavn   |
| 12     | Eyðun Klakstein  | KÍ Klaksvík   |
| 10     | Allan Mørkøre    | B36 Tórshavn  |
| 9      | Bogi Johannesen  | TB Tvøroyri   |
| 9      | Kurt Mørkøre     | KÍ Klaksvík   |
| 8      | Djóni Joensen    | NSÍ Runavík   |
| 8      | Sámal Joensen    | GÍ Gøta       |
| 7      | Símun Danielsen  | NSÍ Runavík   |
| 7      | Pauli Jarnskor   | GÍ Gøta       |
| 7      | Jan Allan Müller | HB Tórshavn   |
| 7      | Magni Petersen   | TB Tvøroyri   |
| 7      | Eyðun Samuelsen  | HB Tórshavn   |
| 6      | 3 zawodników     | 3 zawodników  |
| 5      | 7 zawodników     | 7 zawodników  |
| 4      | 8 zawodników     | 8 zawodników  |
| 3      | 6 zawodników     | 6 zawodników  |
| 2      | 22 zawodników    | 22 zawodników |
| 1      | 37 zawodników    | 37 zawodników |
| sam.   | 5 zawodników     | 5 zawodników  |